# Гриц, Теодор Соломонович
Теодо́р Соломо́нович Гриц (1 (14) января 1905, Сухум — 7 октября 1959, Москва) — советский детский писатель, литературовед, историк искусства, переводчик с английского языка. Специалист по русскому футуризму и творчеству Велимира Хлебникова. Участник Гражданской войны в России на стороне красных и Второй мировой войны.

## Биография
Теодор Гриц родился 1 (14) января 1905 год в Сухуме в еврейской семье.
Участник Гражданской войны в России на стороне красных (1921—1922) и Второй мировой войны (1941—1944).
В 1927 году окончил историко-филологический факультет Бакинского университета. В том же году начал печататься.
В 1930 году опубликовал рассказ для детей «Заморный зуб» о покорителе северо-восточной Сибири Семёне Дежнёве, преобразовав его в 1931 году в повесть «Рыбий зуб». Работал редактором и переводчиком в отделе детской литературы Госиздата, в издательстве «Молодая гвардия».
В 1941 году опубликовал детскую повесть «Ермак», в 1948 году — книгу «Меткие стрелки» (рассказы о стрелковом оружии и снайперах).
После начала Второй мировой войны на территории СССР 5 июля 1941 года добровольно вступил в Красную армию. Был зачислен в истребительный батальон Куйбышевского района народного ополчения. Окончил снайперские курсы, был снайпером в 5-м полку рабочего ополчения. Позже — инструктор 7-го отделения политотдела 5-й армии Западного фронта, вёл контрпропаганду. 18 октября 1941 был контужен в бою, после госпиталя зачислен в газету «Уничтожим врага» 5-й армии. 28 августа 1942 тяжело ранен в бою под Карманово, вернулся в часть в январе 1943 года.
Приказом ВС 5-й армии Западного фронта № 95 от 22 февраля 1943 года техник-интендант 1-го ранга Гриц был награжден медалью «За боевые заслуги» за освоение боевой техники (снайперской винтовки), создание большого ряда исторических и поучительных статей, сбор материала на передовой и полученное при этом тяжёлое ранение. Награждён медалью «За оборону Москвы».
В августе 1943 переведён в 44-й полк резерва офицерского состава, в ноябре 1944 уволен в запас в звании капитана. Инвалид войны 2-й группы.
Теодор Гриц — автор статей о Валерии Брюсове, Владимире Маяковском («Рифма Маяковского», 1939; «Поэт атакующего класса», 1940), Велимире Хлебникове («Новое о Хлебникове», 1935, совместно с Николаем Харджиевым), книги «Словесность и коммерция» (1929, совместно с Владимиром Трениным и Михаилом Никитиным).
Переводил Фенимора Купера («Зверобой, или Первая тропа войны») и других англоязычных авторов.

### Семья и родственные связи
- Отец — Соломон Семёнович Гриц, член Сухумского сельскохозяйственного общества (1904—1916).
- Старший брат — Анисим Соломонович Гриц (1899—1953), советский врач-отоларинголог, заведующий отделением болезней уха, горла и носа Сухумской городской больницы. Был дружен с Самуилом Маршаком, который останавливался у него в Сухуме[5][5][6].
  - Племянник — Юрий Анисимович Гриц (1927—2002), советский инженер-электрик по автоматике и телемеханике. Эмигрировал в Израиль[6].
    - Внучатый племянник (внук брата Анисима) — Борис Юрьевич Гриц (род. 1968[7]), российский и израильский физик. 23 октября 2017 года совершил покушение на ведущую радиостанции «Эхо Москвы» Татьяну Фельгенгауэр.
- Младший брат — Виктор Соломонович Гриц (1907—1980), советский коннозаводчик, историк коннозаводства.
- Жена — Фиалка Давидовна Штеренберг (1910—1995), советский и российский художник, искусствовед, историк искусства. Дочь художника Давида Штеренберга.

## Участие в творческих и общественных организациях
- Член Союза писателей СССР (с 1943)[источник не указан 2237 дней]